# Ишиль
Иши́ль (исп. Ixil) — посёлок в Мексике, штат Юкатан, входит в состав одноимённого муниципалитета и является его административным центром. Численность населения, по данным переписи 2010 года, составила 3728 человек.

## Общие сведения
Название Ixil с майянского языка можно перевести как скручиваться, съёживаться.
Поселение было основано в доиспанский период и подчинялось региону Сех-Печ, а после прихода испанцев стало энкомьендой. В XVII веке в посёлке был построен храм Апостола Варнавы.

## Фотографии

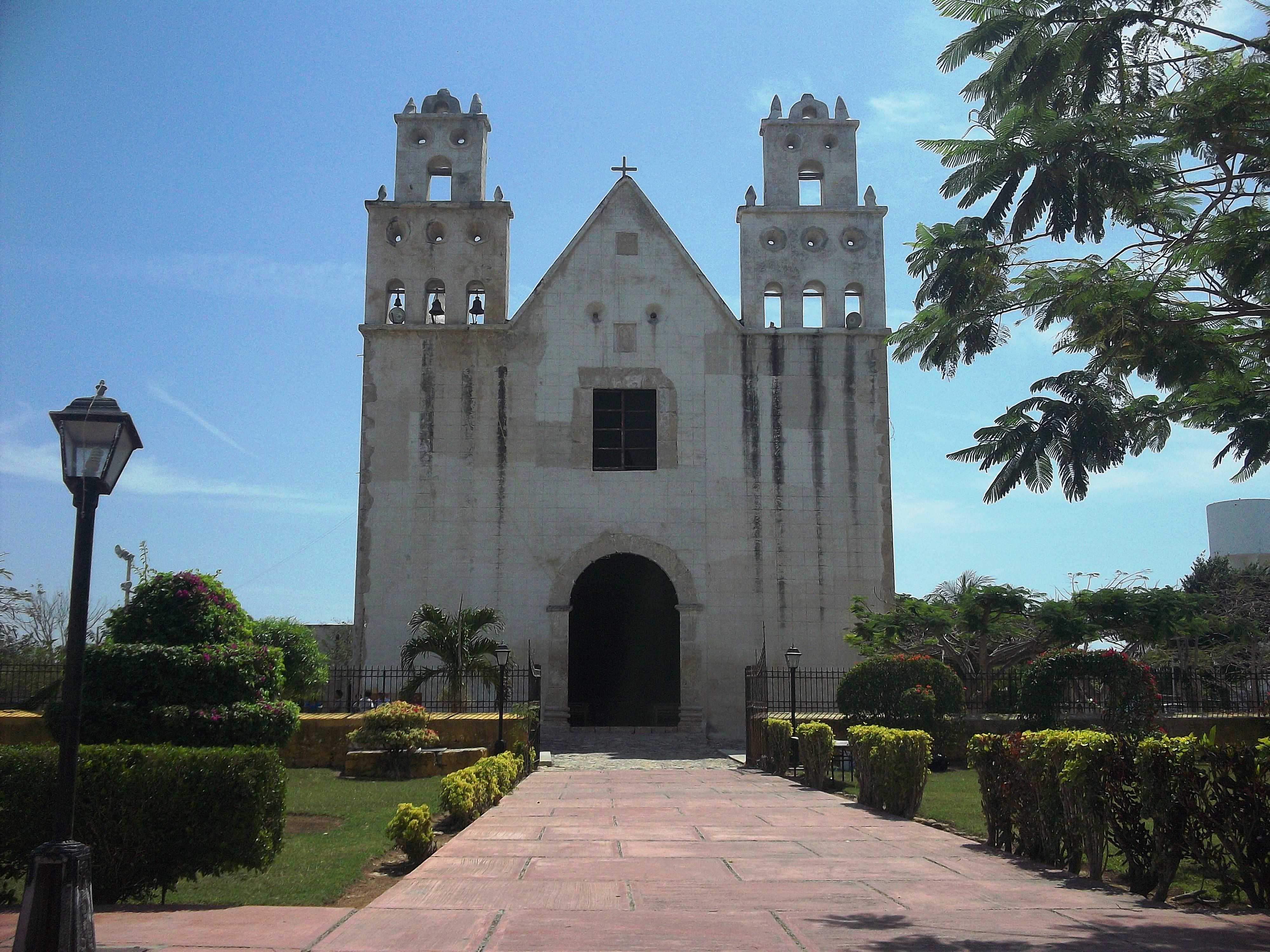
Храм Апостола Варнавы
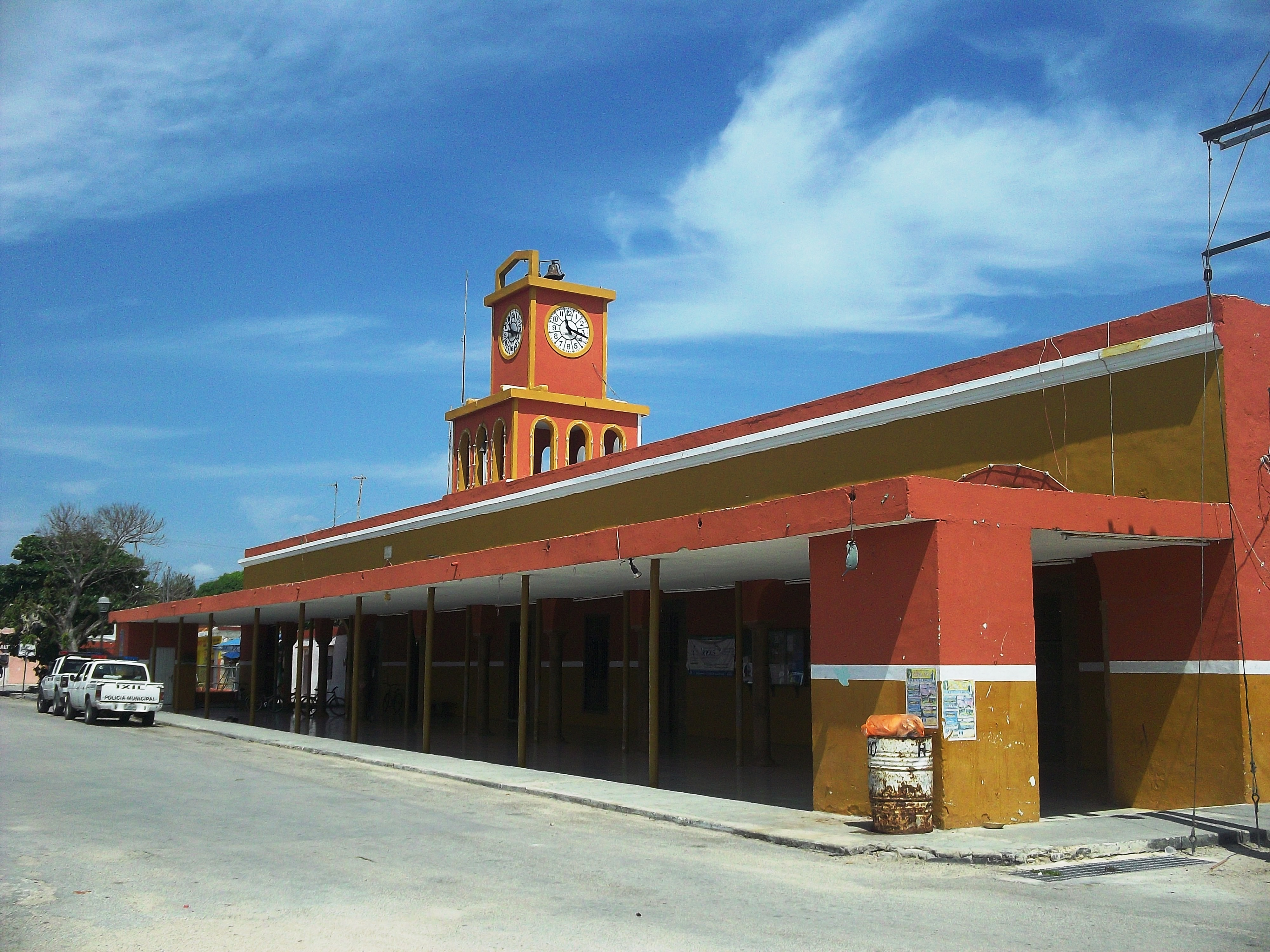
Здание администрации муниципалитета